# Victor Antonescu (regizor)
Victor Antonescu (n. 16 iulie 1936, București, România) este un regizor de film, animator, scenograf și scenarist român de filme de animație.

## Biografie
Victor Antonescu s-a născut la data de 16 iulie 1936 în orașul București. A câștigat premiul II pe țară la concursul interșcolar de desen din anul 1953 și s-a impus peste ani ca o personalitate de seama a animației românești, fiind unul dintre creatorii de bază ai studioului cinematografic „Animafilm”. Ca una din valorile forte ale animației autohtone, Victor Antonescu marchează prin bogata-i experiență o serie de rezultate remarcabile în domeniu printre care și realizarea primului lungmetraj de animație românesc, filmul Robinson Crusoe încheiat în anul 1973.
Întreaga sa activitate îl definește ca un maestru al parodiei și al spectacolului cinematografic, iar peliculele sale poartă amprenta regizorului ce și-a dedicat filmele tuturor copiilor cu vârste cuprinse între 7 și 77 de ani.
Creator cu multiple valențe, Victor Antonescu acoperă o paleta largă de activități semnând regia la peste 40 de filme de animație, dintre care lungmetrajele Robinson Crusoe, Uimitoarele aventuri ale muschetarilor la studioul cinematografic „Animafilm”. Scrie scenariile la peste 30 de filme, inclusiv dialogurile la cele două lungmetraje menționate.
Realizează pentru „DoinaCine”-Roma din Italia lungmetrajul Visele interzise ale lui Tommy.
Întreaga sa activitate artistică a fost răsplătită cu numeroase premii interne și internaționale. Începand din 1968, Victor Antonescu se ocupa cu un deosebit simț pedagogic de pregătirea viitoarelor cadre de animatori, iar rezultatele muncii sale nu întârzie să apară. Producția studioului „Animafilm” crește de la an la an, ajungând de la 18 acte în 1968 la 57 de acte (circa 250 m) în 1986. Realizarea de seriale și lungmetraje a devenit astfel o realitate.
După 1989 s-a înființat studioul privat „Classic Animation”, al cărui director era Victor Antonescu.
Foarte puțini știu că Victor Antonescu este „maestru al sportului” la tir din 1957 și că, în perioada când practica acest sport de performanță, a câștigat numeroase titluri de campion, corectând recordurile la juniori de nenumărate ori. Performanța sa de capătâi a fost obținută la poziția culcat, realizând 400 puncte din tot atâtea posibile.

## Filmografie

### Regizor
- Orice naș iși are nașul[4] – regie Victor Antonescu si Eduard Sasu 1968
- Serial - Pământul oamenilor/Episodul - Ideal – regie Constantin Mustețea, Victor Antonescu, Genoveva Georgescu, Olimp Vărășteanu, Virgil Mocanu si Ion Popescu Gopo.(1967)[5]
- Episodul - Greierele și furnica - La cigale et la fourmi (1969)[6] - Seria Fablio le Magicien - coproductie Edic Films, Sofia Animation Studio, Pannoniafilm, Animafilm
- Jos Masca (1969)
- Viața romanțata a lui Gherase I–II[7] regie Victor Antonescu, Badea Artin
- Robinson Crusoe[7][8] (1974)
- Mihaela la dentist (1975)
- Roboțelul Mihaelei[7] (1976)
- Grădina Mihaelei (1976)
- Mihaela detectiv (1977)
- Școala amorașilor (1975)
- Iepurele și broaștele (1970)[9] - Seria Fablio le Magicien
- Stejarul și trestia (1971) - Seria Fablio le Magicien
- Aventurile lui Fitecine
- Bicicletele
- Aventuri submarine - serial/episoade Epava, Aligatorii, Avarie la babord, Varanul
- Misiunea spațială Delta (serial) – episoadele „Planeta oceanelor”, „Recuperare ratată”, „Relicva”, „Roboți si roboți”
- Uimitoarele aventuri ale muschetarilor[10][11](1988)
- Confuzii[12] (1989)
- Noi aventuri ale muschetarilor[13] (1990-1993)

### Scenarist
- Robinson Crusoe (1974) – în colaborare cu Francesco Guido și Alberto Chimenz
- Misiunea spațială Delta (serial) – episoadele „Planeta oceanelor”, „Recuperare ratată”, „Relicva”, „Roboți si roboți”
- Uimitoarele aventuri ale muschetarilor (1988)

### Scenograf
- Robinson Crusoe (1974) – direcția artistică a animației
- Uimitoarele aventuri ale muschetarilor (1988)

## Premii obținute
Premii interne;
- „Pană de energie” - mențiune pentru regie la Cupa de Cristal 1978/- Premiul ACIN 1978
- „Bicicletele” - Premiul CNOP - Piatra Neamț 1982
- „Somn agitat” - Premiul CNOP 1983
- „Somn agitat” - Premiul CNOP 1983
- „Roboți și roboți” - Premiul I ASIFA - rom 1983
- „Lectura” - Premiul CNOP pentru regie 1983
- „Întâlnirea” - Premiul CNOP pentru regie 1984
- „Întâlnirea” - Premiul ACIN pentru regie 1983
- „Somn agitat” - Premiul ACIN pentru regie 1984
- „Somn agitat” - Premiul pentru regie - Piatra Neamț 1984
- „Somn agitat” - Premiul II Cupa de Cristal 1984
- „Compromiși” - Premiul ACIN pentru regie 1985
- „Asediul” - Marele Premiu - Piatra Neamț 1986
- „Asediul” - Premiul I Cupa de Cristal 1986
- Cei trei mușchetari - Premiul I Cântarea României 1987
- Uimitoarele aventuri ale muschetarilor - lungmetraj - premiul CNOP 1987/ - Marele Premiu - Piatra Neamț 1988
- Robinson Crusoe – lungmetraj - Premiul juriului Piatra Neamț 1991

Premii internaționale;
- „Greierele și furnica” - diploma de onoare - Perla Televiziunii Italiene - pentru regia celui mai frumos film de animație, la MIFED - Milano 1969
- „Stejarul și trestia” - Mențiune specială - Moscova 1971
- „Stejarul și trestia” - Diploma de onoare - Berlin 1985
- „Stejarul și trestia” - Mențiune specială - Tampere 1972
- „Somn agitat” - Premiu special Teheran 1987
- Robinson Crusoe - Marele Premiu - Chișinău 1991